# Chrysocraspeda lilacina
Chrysocraspeda lilacina là một loài bướm đêm trong họ Geometridae.